# Swedish Grace

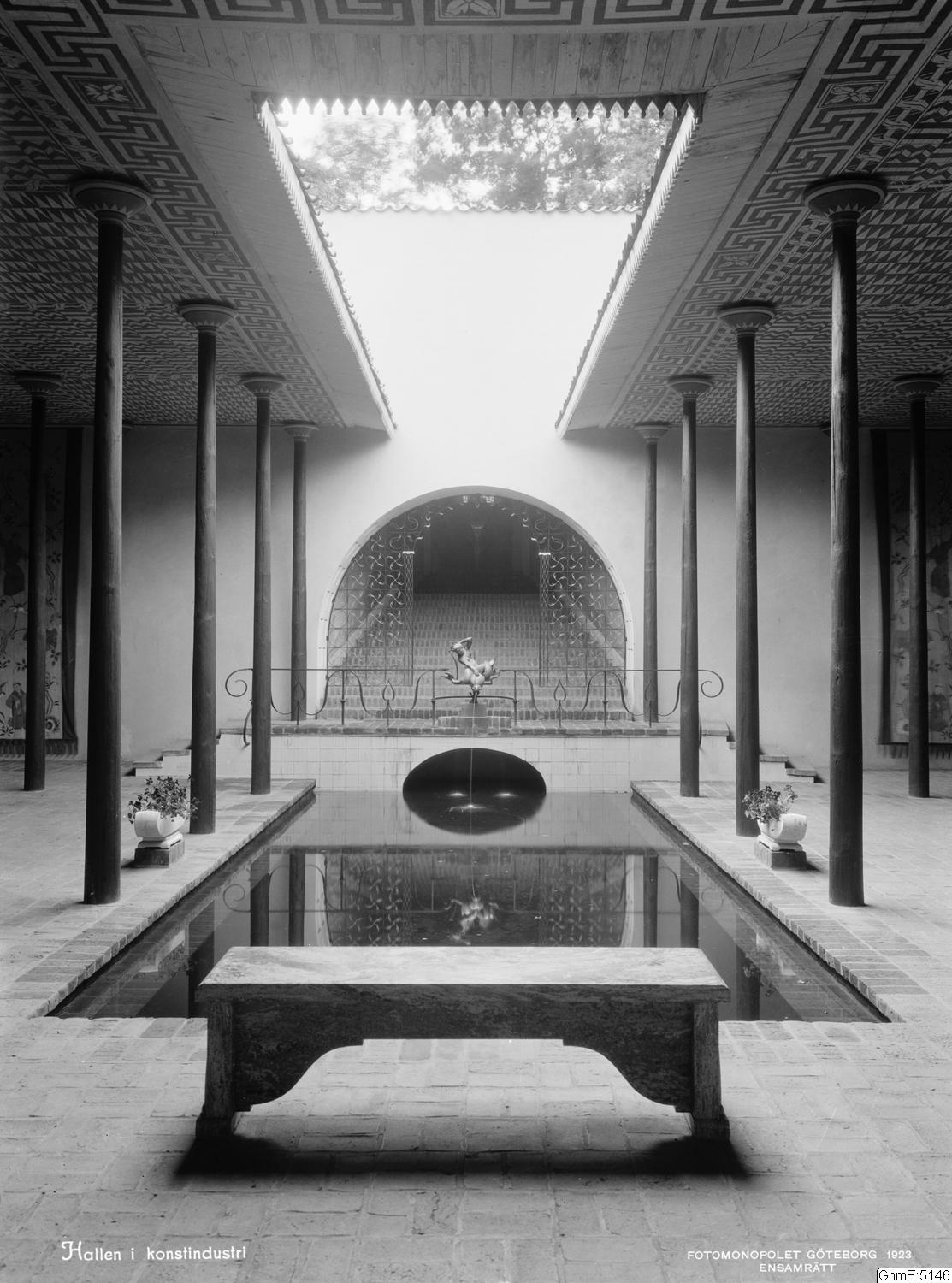
Avdelningen för konsthantverk och konstindustri vid Jubileumsutställningen i Göteborg 1923. Carl Milles bronsskulptur Solglitter syns i mitten ovanför dammen.

Swedish Grace är en stilinriktning inom svensk design och konsthantverk från 1920-talet. Formspråket, som återfinns på till exempel möbler, glas och porslin, kännetecknas av stram elegans, skapad genom ytmässig dekor på enkla former med släta ytor. Föremålen var ofta tillverkade av exklusiva material och i komplicerade tekniker som krävde skickliga hantverkare. Arkitekturen från samma period brukar kallas Nordisk klassicism.

## Begreppet
Begreppet Swedish Grace myntades av den engelske arkitekturkritikern Philip Morton Shand när han i The Architectural Review recenserade den modernistiska Stockholmsutställningen 1930 och konstaterade att förklaringen till att Sverige så snabbt och framgångsrikt hade kunnat etablera sig som en designnation under 1920-talet var känslan för konstnärlig kvalitet och grace.

## Förutsättningarna
Två företeelser var avgörande för utvecklingen av Swedish Grace: dels uppfördes flera påkostade offentliga byggnader under 1920-talet, dels började många arkitekter och konstnärer att designa föremål för industriell produktion. När Stockholms Stadshus skulle inredas inför invigningen 1923 anlitades några av periodens främsta konstnärer och formgivare av arkitekten Ragnar Östberg för att skapa ett allkonstverk, det vill säga rumsligheter där alla detaljer hade specialdesignats specifikt för sin placering. Andra påkostade byggnader med samma ambition var biografen Skandia (1923) och Stockholms stadsbibliotek (1928), båda av Gunnar Asplund, samt Stockholms konserthus (1926) och Tändstickspalatset (1928), båda av Ivar Tengbom. De stora prestigebyggnaderna ledde till en ökade efterfrågan på nydesignade möbler, armaturer och textilier; detta blev en katalysator för Swedish Grace. Samtidigt anställde konstindustriella företag som Orrefors Glasbruk och Näfveqvarns Bruk formgivare för att förnya sortimenten.

## Göteborg 1923

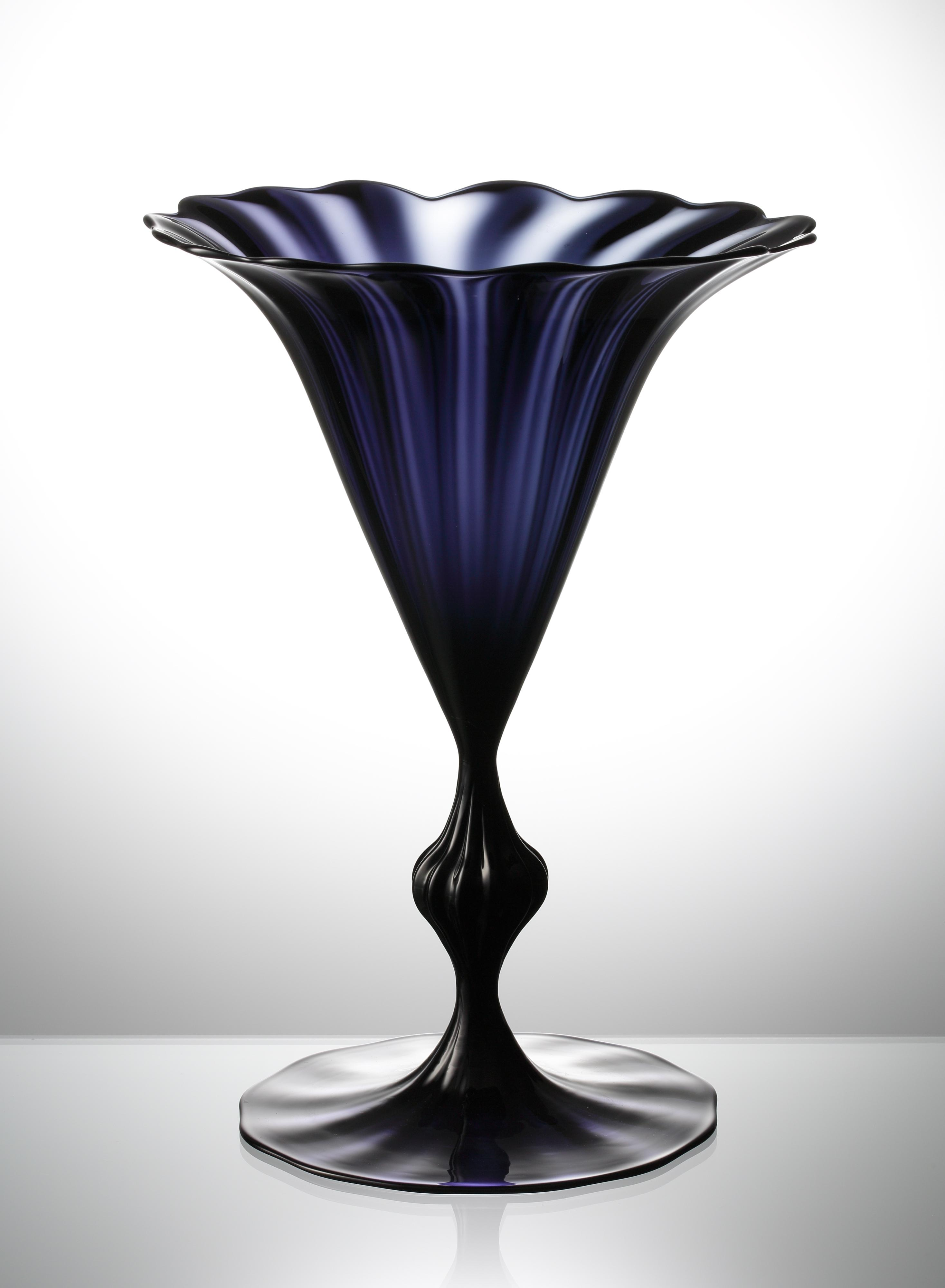
Pokal Slottsglas tillverkad för Göteborgsutställningen 1923 av konstnären Simon Gate och glasblåsare Knut Bergqvist.

Genombrottet för Swedish Grace kom på Jubileumsutställningen i Göteborg 1923. I en specialbyggd paviljong, ritad av Hakon Ahlberg visades konsthantverk och design. Byggnaden beskrevs som "ett skrin med sköna och kostbara ting". Den rektangulära byggnadens fasad bestod av en slätputsad fönsterlös vägg med en pylonformad portal i mitten. Besökaren klev in genom porten, uppför några trappsteg i en trång korridor och kom ut i ett dagsljusfyllt atrium med en vattenspegel i mitten omgärdad av 22 kolonner i sex rader. I bassängen stod Carl Milles skulptur Solglitter. I byggnadens olika rum presenterades utställningar med bland annat glas, keramik, textil, möbler, metall och bokkonst.

## Paris 1925
Många av de föremål som ställdes ut i Göteborg visades även på Parisutställningen 1925. Denna var en internationell tävling i arkitektur och design och begreppet Art Deco kommer från utställningens franska titel Exposition internationale des Arts décoratifs et industriel modernes. Sverige satsade stort på tävlingen under ledning av Svenska Slöjdföreningen. I föreningens tidskrift stod 1924: "Det gäller nu för utställarna att spänna alla krafter till den stora tävlingen. ... runt omkring i alla länder ha konstnärer och yrkesmän satt alla krafter till för att ta hem pris i Paris. ... vi måste som vid alla internationella tävlingar överträffa oss själva." Det svenska deltagandet blev en succé. Med 31 Grand Prix, 44 guldmedaljer, 38 silvermedaljer, 14 bronsmedaljer, 29 hedersdiplom och 12 hedersomnämnanden kom Sverige på andra plats, endast värdlandet Frankrike fick fler utmärkelser.
Orrefors Glasbruk hyllades för brukets glas med graverad dekor av konstnärerna Simon Gate och Edward Hald. Till andra nyheter hörde dekorativa gjutjärnsföremål, som bänkar och trädgårdsurnor, tillverkade av Näfveqvarns Bruk och bruksföremål av tenn från bland annat Firma Svenskt Tenn.
I samband vid världsutställningen i Paris 1925 gjorde Nävfeqvarns Bruk succé med sina gjutjärnsföremål. Bruket anlitade många av tidens främsta arkitekter och konstnärer, till exempel Gunnar Asplund, Folke Bensow, Olof Hult, Carl Hörvik, Sven Markelius, Erik Grate, Ivar Johnson och Anna Petrus. Näfveqvarns bruk bar fram tidens estetik "Swedish Grace" och bidrog till att sätta svensk design på den internationella kartan.

## Eftermälet
I historieskrivningen har Swedish Grace ofta betraktats som en parentes mellan den sociala svenska design som lanserades på Hemutställningen 1917 och Stockholmsutställningen 1930. Under 1920-talet pågick även en intensiv debatt mellan traditionalister, de som kommit att kallas Swedish Grace, och modernister. Traditionalisterna, med Carl Malmsten i spetsen, ville utveckla en ny stil för det moderna samhället inspirerad av historien. Deras mål var att skapa en nationell särart med hög hantverkskvalitet.
Modernisterna, främst företrädda av Gregor Paulsson, ville bejaka den industriella tekniken, dess nya material och möjligheter till massproduktion. Debatten vanns av modernisterna och det var också de som i efterhand definierade den svenska formhistorien. 1968 hävdade Paulsson till exempel att tjugotalet hade varit en "stilepok utan morgondag".

## Forskning och litteratur
År 2017 publicerades idéhistorikern Gunnela Ivanovs verk om Swedish Grace. Boken utgick delvis från hennes doktorsavhandling med titeln Vackrare vardagsvara – design för alla? Gregor Paulsson och Svenska Slöjdföreningen 1915–1925. Några frågeställningar var varför det var viktigt för Slöjdföreningen att propagera för förädlade varor och bättre smak och frågan om det i praktiken blev bättre vardagsvaror för alla. Ivanovs verk lyfter inte enbart fram de mest kända namnen såsom Carl Bergsten, Gunnar Asplund och Uno Åhrén. Boken har en pluralism och verk av mindre omskrivna arkitekter framhävs, bland andra Ernst Spolén, Peder Clason och Knut Nordenskiöld. Även tillverkare och hantverkare är omskrivna i boken. Redaktör för Ivanovs bok var Christian Björk som själv skrivit om stilepoken i böcker om Axel Einar Hjorth, Otto Schultz, Estrid Ericson och Nävekvarns bruk.
En tidig bok i ämnet Swedish Grace är Anne-Marie Ericssons verk Svenskt 1920-tal: konsthantverk och konstindustri som utkom redan 1984. Ericsson var en pionjär i att förstå det konstnärliga värdet i stilepoken Swedish Grace. År 2005 utkom hon med en bok om interiören på Amerikalinjens passagerarfartyg M/S Kungsholm. Under 1920-talet fick arkitekten Carl Bergsten i uppdrag att gestalta fartygets interiör och anlitade formgivare och konstnärer som till exempel Anna Petrus, Simon Gate, Märta Måås-Fjetterström och Ansgar Almquist.

## Nationalmuseums utställning 2022
Intresset för stilepoken Swedish Grace tog fart i början av 2000-talet. Dock var intresset lågt hos svenska museum som vara sena med att förvärva föremål från stilepoken Swedish Grace. Köparna på de svenska kvalitetsauktionerna var ofta internationella kunder. Ett exempel på en flitig samlare av möbler och konsthantverk från stilepoken Swedish Grace var modegurun Karl Lagerfeld som tidigt förstod det konstnärliga värdet. Bland annat förvärvade Lagerfeldt en stor mängd gjutjärnsföremål från Nävfeqvarns Bruk. Efter Lagerfeldts bortgång såldes ett flertal av gjutjärnsföremålen på auktionshuset Sotheby’s år 2021.
År 2002 såldes ett skåp som varit utställt på världsutställningen i Barcelona 1929 på auktionshuset Bukowskis för över 1,5 miljoner kronor. Skåpet av modell Louis var ritat av möbelarkitekten Axel Einar Hjorth och tillverkat av Nordiska Kompaniets verkstäder. Sannolikt finns skåpet idag utomlands. Rekordpriset på möbeln fick många att få upp ögonen för stilepoken.
Många föremål med ett stort kulturhistoriskt värde har exporterats till utlandet. Bristerna i den svenska exportlagstiftningen uppmärksammades bland annat av antikexperten Knut Knutson 2006. Sveriges auktionsföretags förening uppmärksammade även problemet 2014 i en skrivelse till regeringen där det även påpekades att stilepoken Swedish Grace var dåligt representerad på museum. Sent omsider fick även museum upp ett intresse för epoken.
Nationalmuseum visade 2022 utställningen Swedish Grace - Konst och design i 1920-talets Sverige med Cilla Robach som curator. Vid sidan av konsthantverk och design presenterade utställningen bildkonst, skulptur, fotokonst, mode, bokkonst och film.
Utställningens grundläggande frågeställning rörde 1920-talets debatt om hur det nya moderna samhället skulle gestaltas. På ena sidan fanns traditionalisterna, alltså de som skapade stilen Swedish Grace. Traditionalisterna, med Carl Malmsten i spetsen, ville skapa ett modernt formspråk med inspiration från historien. De värnade om hantverkskvalitet, eleganta former och exklusiva material. På den andra sidan stod modernisterna, även kallade funktionalister. De bejakade industritekniken och argumenterade för rationell massproduktion i moderna material som stålrör. Motsättningen fanns även inom bildkonsten. Under 1920-talet värnade en rad konstnärer som Hilding Linnqvist och Sven Erixson om traditionen i naivistiskt återblickande bilder av landskap och människor, där tiden stått still. Samtidigt bröt konstnärer som GAN och Halmstadgruppen ny mark i modernistiska målningar med geometriska former och plana färgytor.
Omkring 1930 vann modernisterna debatten. Det var också modernisterna, bland andra konsthistorikern Gregor Paulsson, som skrev 1900-talets svenska designhistoria och i den berättelsen förminskades eller negligerades ofta 1920-talets Swedish Grace. 1968 hävdade till exempel Paulsson att 1920-talet hade varit "en stilepok utan morgondag".
Modernisternas bild av svensk design har även präglat Nationalmuseums samlingar. Under 2000-talet har Nationalmuseum förvärvat centrala föremål från 1920-talet som dittills saknats, till exempel en möbel av Carl Hörvik som visades i mottagningsrummet i den svenska paviljongen på Parisutställningen 1925, ett exklusivt barskåp av Sigurd Lewerentz från 1929 och ett par imposanta ljusstakar i tenn, i formen av kinesiska tempellejon, av Anna Petrus. Härutöver har museet förvärvat en rad föremål av andra konstnärer och designer som Gunnar Asplund, Folke Bensow, Astri Bergman Taube, Carl-Einar Borgström, Gabriel Burmeister, Estrid Ericson, Nils Fougstedt, Ragnhild Godenius, Axel Einar Hjorth, Helena Nyblom, Sylvia Stave, Harald Wadsjö med flera. Det är dessa förvärv som "utgör grunden i utställningen", enligt curator Cilla Robach.